# جورج وايتنغ فلاغ
جورج وايتنغ فلاغ (بالإنجليزية: George Whiting Flagg)‏ هو رسام أمريكي، ولد في 26 يونيو 1816 في نيو هيفن في الولايات المتحدة، وتوفي في 5 يناير 1897 في نانتوكيت في الولايات المتحدة.